# 雅典娜酒店

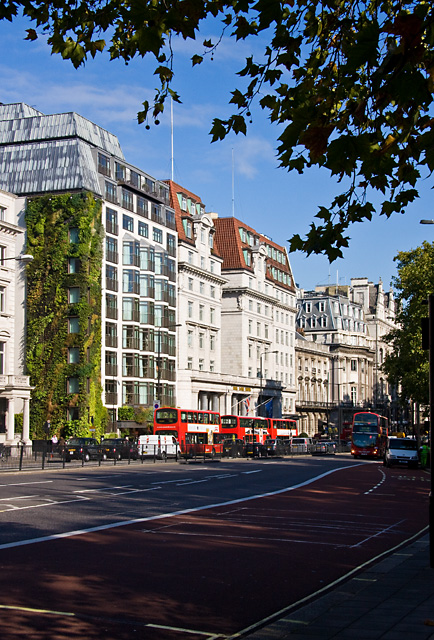
雅典娜酒店

雅典娜酒店（The Athenaeum）是一座位於英國倫敦的由家族擁有的五星級酒店。雅典娜酒店的建築修建於1849年至1850年期間。許多電影大亨，如斯蒂芬·斯皮尔伯格、馬龍·白蘭度、哈里森·福特、金·卡戴珊等人都曾在這裡下榻。雅典娜酒店還在2008年獲得了倫敦最佳下午茶獎。

## 外部連結
- The Athenaeum website （页面存档备份，存于）